# 야마시로정 (이시카와현)
야마시로정(山代町)은 이시카와현 에누마군에 존재했던 정이다.

## 역사
- 1889년 4월 1일 - 정촌제 시행에 의해 3개 촌의 구역을 가지고 야마시로촌이 성립하였다.
- 1913년 3월 10일 - 정으로 승격해 야마시로정이 되었다.
- 1937년 5월 12일 - 정사무소 부근의 사찰에 방화가 일어나 중심부로 연소. 정사무소와 민가 122가구 등이 소실되었다.
- 1942년 5월 5일 - 쇼촌을 편입하였다.
- 1948년 7월 7일 - 야마시로 정의회가 주민투표로 소환되었으나, 정 측이 소송을 제기하여 해산이 동결되고 임기가 만료됨. 전국 최초로 지방의회 주민소환이 성립.
- 1955년 1월 20일 - 구 야마시로정, 조쿠시촌과 합병해 새로운 야마시로정이 되었다.
- 1958년 1월 1일 - 이부리하시정, 다이쇼지정. 하시타테정. 가타야마즈정. 야마시로정, 난고촌, 미타니촌, 시오야촌과 합병해 가가시가 성립하였다.

## 교통

### 철도
- 호쿠리쿠 철도
  - 렌라쿠선
  - 이부리하시선